# نيكولاس كار

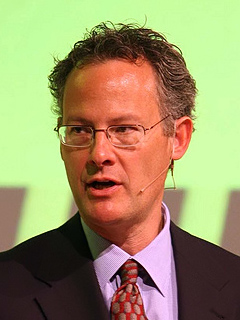
نيكولاس كار في 2008.

نيكولاس ج. كار (بالإنجليزية: Nicholas G. Carr) كاتب أمريكي من مواليد 1959، له كتب ومقالات عديدة في مجالات التقنية والأعمال والثقافة. حصل كار على بكالوريوس من جامعة دارتموث، وماجستير في الإنكليزية والأدب الأمريكي من جامعة هارفارد.
وقد وصل كتابه السطحبون: تما تفعله الإنترنت في عقولنا (بالإنجليزية: The Shallows: What the Internet Is Doing to Our Brains) كتبه بالإنجليزي إلى نهائيات جائزة بوليتزر ضمن فئة General Nonfiction عام 2011.

## مدونته
من خلال مدونته "Rough Type" ، انتقد كار اليوتوبيا التكنولوجية ولا سيما ما سماه الادعاءات الشعبوية المقدمة للإنتاج الجماعي عبر الإنترنت. في مقالته قال بأن ويكيبيديا و blogosphere قد يكون لها تأثير سلبي على المجتمع من خلال استبدال ما هو مهني.
ورداً على انتقادات كار، اعترف المؤسس المشارك لويكيبيديا جيمي ويلز بأن مقالات ويكيبيديا التي اقتبسها كار "هي ، بصراحة محرجة وغير جيدة وطلب توصيات لتحسين جودة ويكيبيديا. في مايو 2007 ، جادل كار بأن هيمنة صفحات ويكيبيديا في العديد من نتائج البحث تمثل توطيدًا خطيرًا لحركة المعلومات والسلطة المعرفية على الإنترنت ، مما قد يؤدي إلى إنشاء ما أسماه "مزارع المعلومات". صاغ كار مصطلح "wikicrats" (وصف ازدرائي لمديري ويكيبيديا) في أغسطس 2007 ، كجزء من نقد لما يراه ميل ويكيبيديا لتطوير أنظمة أكثر تعقيدًا وتعقيدًا من القواعد والرتبة أو الطبقة البيروقراطية.

## كتبه المترجمة للعربية
- السطحيون، ما تفعله الإنترنت في عقولنا، ترجمة وفاء م يوسف عن دار نشر صفحة سبعة للنشر والتوزيع عام 2022، عدد صفحات 256 صفحة
- التحول الكبيرـ ترجمة كوثر محمود محمد.، دار كلمات عربية للنشر والتوزيع _ مصرـ ISBN 9789776263802